# カリアク島・プティトマルティニーク島

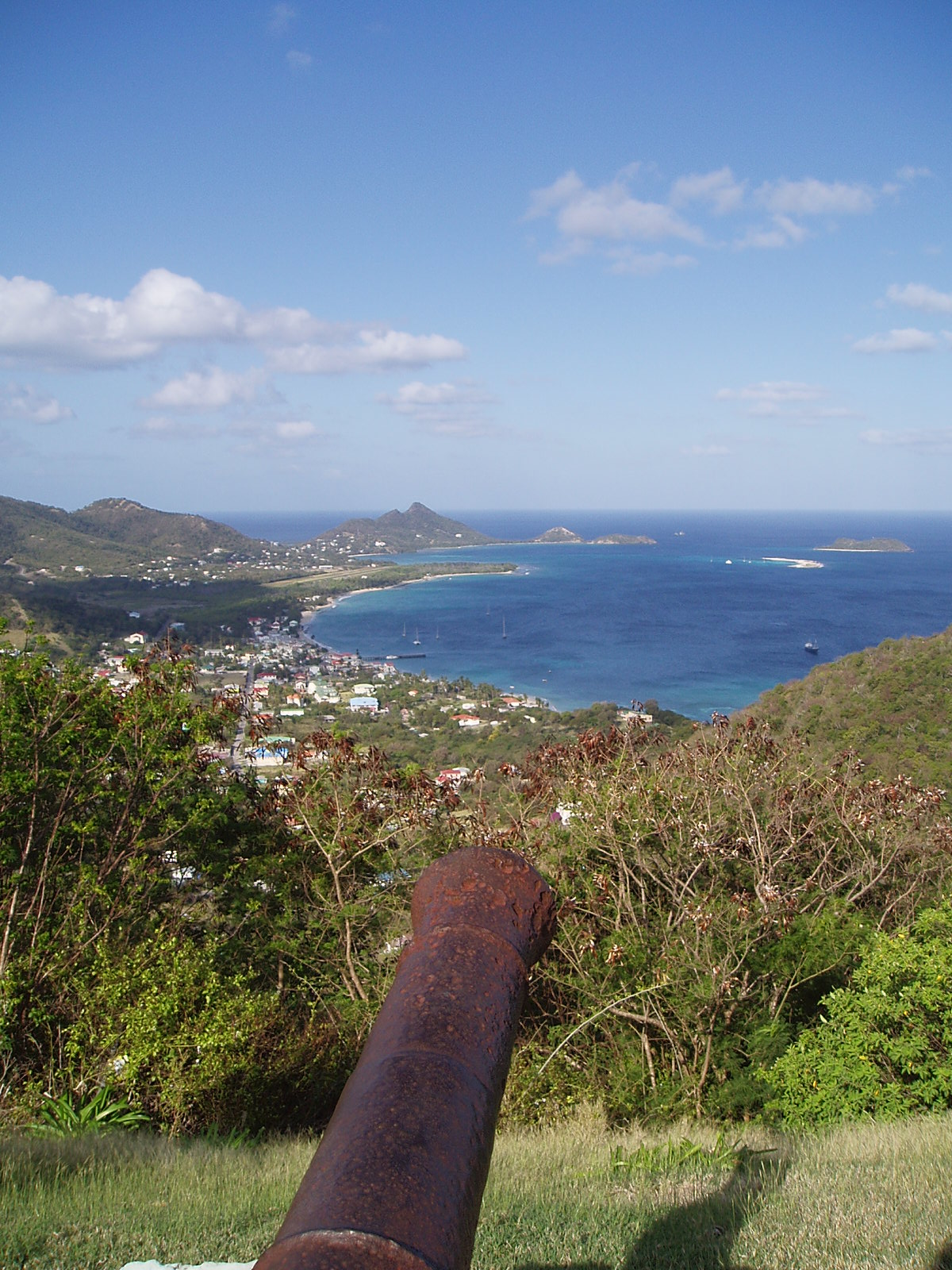
カリアク島にある中心地ヒルズバラの港を望む

カリアク島・プティトマルティニーク島（カリアクとうおよびプティトマルティニークとう、Carriacou and Petite Martinique）はグレナダの属領（Dependency）である。カリブ海のグレナディーン諸島のうち、カリアク島とプティト・マルティニーク島および周辺の島嶼から成る。中心地はカリアク島にあるヒルズボロ。両島は主権国家のセントビンセント・グレナディーンとの国境に近接しており、プティトマルティニーク島とセントビンセント・グレナディーン領プティ・セントビンセント島間は1キロメートルにも満たない。面積は34平方キロメートル、人口は6,010人（2019年推計）。自治地域と位置付けられているが、現時点では独自の政府を持っていない。
別名は南部グレナディーン諸島（Southern Grenadine Islands）で、同諸島をセントビンセント・グレナディーンと南北に分割していることに由来する。カリアク島は先住民カリブ族言葉のKayryouacouが由来で珊瑚礁の土地を意味し、プティトマルティニーク島はマルティニーク島から来たフランス人漁師がプティ（小さな）マルティニークと名付けた事による。

## 歴史
500年から1000年頃にはアラワク族やカリブ族など先住民が居たとされている。1656年グアドループからフランス人宣教師ジャン・バティステ・デュ・テルトルがカリアク島に訪問し、フランス人の漁師により、入植。1720年海賊のバーソロミュー・ロバーツが島付近でフランス船を襲うようになる。1756年正式にイギリスの植民地となる。プティトマルティニーク島は1700年代、マルティニーク島から来たフランス人漁師ピエールにより初入植。1791年にセントビンセントとグレナダとのグレナディーン諸島の分割がされ、カリアク島とプティトマルティニーク島はイギリス領グレナダの一部の領土となる。1974年にグレナダが独立。カリアク島とプティト・マルティニーク島は共にカリアク島・プティトマルティニーク島としてグレナダに属する独自の地方行政区分となる。

## 政治
カリアク島とプティトマルティニーク島は1944年に1つの選挙区となった。独立前の1973年に制定されたグレナダ憲法では独自の議会の設置が明文化されている（第9章107条）。これを受け「1995年カリアク島およびプティトマルティニーク島郡議会法（Carriacou and Petite Martinique County Council Act 1995）」が成立したものの、2019年時点では施行されておらず未設置のままである。グレナダの内閣には属領の業務を「カリアクおよびプティトマルティニーク政務・地方自治省（Ministry of Carriacou & Petite Martinique Affairs & Local Government, MOCPM）」が設けられており、現職の大臣はキンドラ・スチュワート（Kindra Maturine-Stewart）。
同国に両島が含まれていることを示すため、「グレナダ、カリアクおよびプティト・マルティニーク（Grenada, Carriacou and Petite Martinique）」への国名変更を2016年の改憲案に盛り込んだが、国民投票で否決された。

## 地理

属領の地図

カリアク島と姉妹島のプティトマルティニーク島、両島とも火山性の島で、最高地点はカリアク島の291mである。カリアク島は丘陵になっていて、美しい珊瑚礁と浜辺がある。国立公園にもなっている。プティトマルティニーク島の最高地点は228m。また属領はグレナダで最も北東にあり、国内最北端はカリアク島のガン岬、最東端はプティトマルティニーク島東岸の岬（特に名称はない）である。
前述のように南部グレナディーン諸島とも呼ばれるが、実際はグレナダ領グレナディーン諸島の一部を管轄しているに過ぎない。例えば同諸島のロンデ島はセント・パトリック教区の管轄である。
属領を構成する主な島を以下に示す。
- カリアク島（Carriacou）
- フリゲート島（英語版）（Frigate Island）
- ラージ島（英語版）（Large Island）
- プティト・マルティニーク島（Petite Martinique）
- サリーン島（英語版）（Saline Island）

## 経済
観光が盛ん。昔は砂糖やライムやココアなどのプランテーションで栄えたが、現在は農業は自給自足でトウモロコシやえんどう豆など栽培している。畜産も行っている。プティトマルティニーク島では昔から漁業が盛んである。
カリアク島には1968年完成のローリストン空港がある。プティトマルティニーク島への移動は小型フェリーのみ。

## 文化

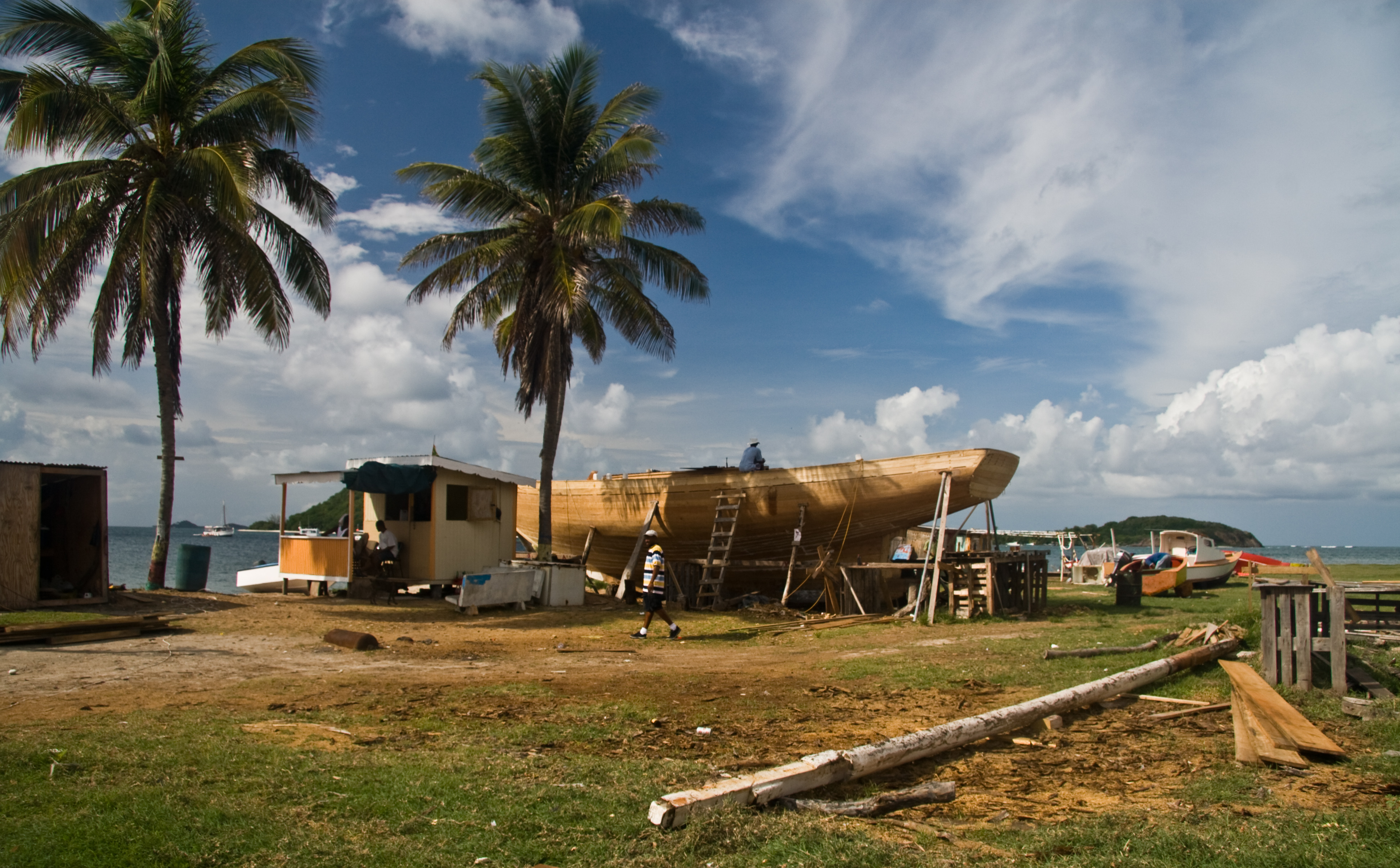
プティト・マルティニーク島での木造船の作り

何世紀も続いているカリアク島・プティトマルティニーク島の伝統的な木造船づくりは2023年にユネスコの無形文化遺産に登録された。

## 島民
黒人、白人、クレオール人がほとんど。英語が公用語で、パトワ語も話し、フランス語訛りのクレオール語も話す。